# Alexandre Kaleka
Alexandre Kaleka (Parijs, 6 mei 1987) is een golfprofessional uit Frankrijk. Na zijn eindexamen werd hij lid van het nationale team en kreeg hij Patrice Amadieu als coach.

## Amateur
In 2007 richtte de Franse Golf Federatie het Nationale Elite-team op en daarin werd Alexandre opgenomen. Vanaf dat moment speelde Alexandre wereldwijd amateurstoernooien.

### Gewonnen
- 2006: Coupe Mouchy

## Professional
In 2009 had Kaleka handicap +2. Op 6 juli 2009 werd hij professional, op de maandag voor het Open de Lyon, wat hij met een score van -16 won. 

In 2010 bereikte hij zes top-10 plaatsen op de Challenge Tour waardoor hij hoog genoeg eindigde om rechtstreeks naar de Final Stage van de Tourschool 2010 te kunnen gaan. Daar haalde hij zijn spelerskaart voor de Europese Tour van 2011.

### Gewonnen

#### Challenge Tour
- 2009: Open de Lyon
- 2012: M2M Russian Challenge Cup